# 科尼 (公司)

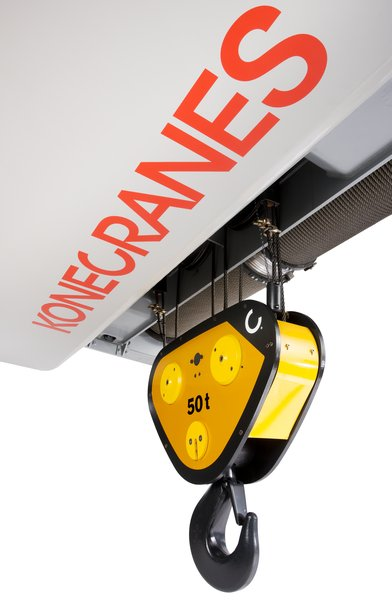
科尼生产的SMARTON型号的辘轳

科尼（芬蘭語：Konecranes Oyj）是一家总部设在芬兰许温凯、专注于起重机及起重设备的生产及服务的公司。科尼的产品用于搬运重型物件的工业界中，例如港口、集装箱货场、造船厂和货物运输站等。

## 历史
科尼最早是另一家芬兰公司通力的一个部门，通力早在1930年代就开始制造起重机和起重设备。1994年通力公司进行了大规模的改组时，科尼被拆分成一个独立的公司。
2020年10月，科尼与卡哥特科宣布两家公司将合并，预计在2021年第四季度完成合并。